# Katechetisches Oberseminar Naumburg (Saale)

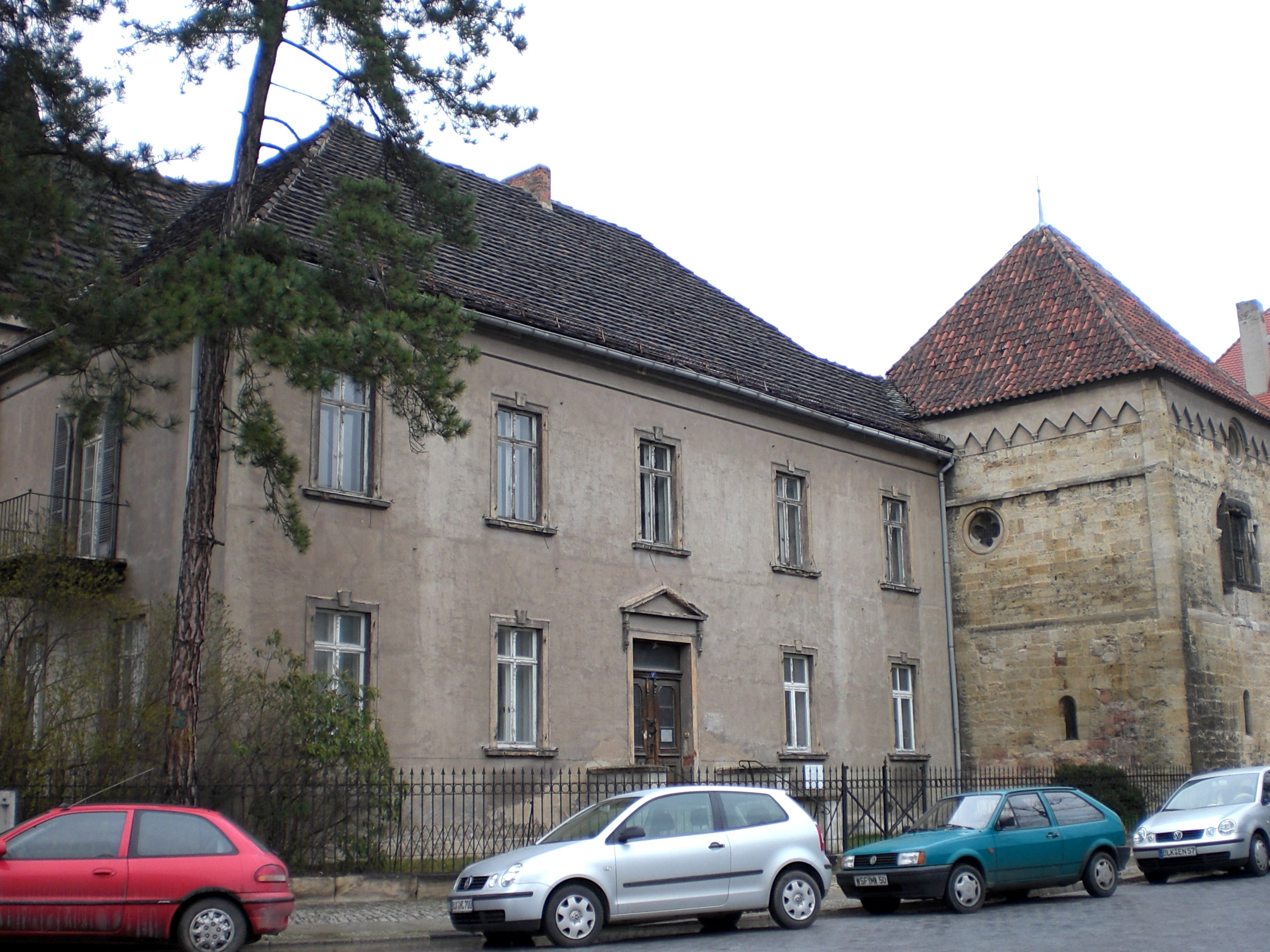
Ägidienkurie. Heimstatt des Katechetischen Oberseminars

Das Katechetische Oberseminar Naumburg (Saale) (1990–1993 Kirchliche Hochschule Naumburg) war eine kirchliche Ausbildungsstätte in der DDR. Wie am Sprachenkonvikt in Berlin und am Theologischen Seminar in Leipzig war es hier möglich, evangelische Theologie außerhalb der staatlich beeinflussten theologischen Fakultäten bzw. Sektionen Theologie der Universitäten in Berlin, Greifswald, Halle, Jena, Leipzig und Rostock zu studieren.

## Geschichte
Die Einrichtung des Katechetischen Oberseminars (KOS) hängt mit der staatlichen Bildungspolitik in der Sowjetischen Besatzungszone nach 1945 und in der später gegründeten DDR zusammen. Durch die Trennung von Schule und Kirche fiel die Zuständigkeit für den Christenlehre genannten Religionsunterricht an die Kirchen, die selbst für Lehrplan und Lehrkräfte verantwortlich waren. Für die Oberschulen wurden daher Lehrer mit sehr guten Kenntnissen in Naturwissenschaften, Philosophie und Geschichte gebraucht. Die Leiterin des Katechetischen Amtes der Kirchenprovinz Sachsen (KPS), Inge Zippel, unterbreitete den Vorschlag, ein Seminar zur Ausbildung von Katecheten für die Oberschulen einzurichten, da die an den bereits bestehenden Katechetischen Seminaren ausgebildeten Lehrkräfte für den Einsatz an Oberschulen nicht geeignet waren. Das Katechetische Oberseminar nahm am 15. September 1949 seine Arbeit in Wittenberg, in den Räumen des Predigerseminars, auf.
Im Dezember 1949 beschloss die Magdeburger Kirchenleitung der Kirchenprovinz Sachsen, das Katechetische Oberseminar nach Naumburg zu verlegen. Dort gab es bereits seit 1947 das Katechetische Seminar, und dort wohnte der Provinzialkatechet Otto Güldenberg, der die Konzeption und den Lehrplan für das neugegründete Katechetische Oberseminar entwickelt hatte. Die katechetische Ausbildung sollte in Naumburg konzentriert werden. Im April 1950 erfolgte der Umzug von Wittenberg nach Naumburg in das ehemalige Domhospital, Hinter dem Dom 1–2. 1952 wurde das Haus von der sowjetischen Kommandantur in Naumburg beansprucht, und das KOS zog in die Ägidienkurie Am Domplatz 8.

### Auf dem Weg zur Theologischen Hochschule
Durch die Hochschulreform in der DDR 1951 änderten sich die Aufgaben des Katechetischen Oberseminars. Zum einen wurden für alle Studiengänge der staatlichen Universitäten Lehrveranstaltungen in Marxismus-Leninismus eingeführt, und auch die Theologischen Fakultäten mussten ein gesellschaftswissenschaftliches Grundstudium anbieten. Zum anderen konnten sich ab Sommer 1952 Theologiestudenten aus der DDR, die aufgrund der zu geringen Zahl von Studienplätzen an den Theologischen Fakultäten in der DDR an der Kirchlichen Hochschule Berlin-Zehlendorf und an den westdeutschen Fakultäten studiert hatten, nicht mehr, wie üblich, zum Examen an den Theologischen Fakultäten ihrer jeweiligen Landeskirche immatrikulieren lassen. Die Kirchen befürchteten, dass sie die Studenten an westdeutsche Landeskirchen verlieren würden und sich der bereits bestehende Pfarrermangel ausweiten würde. Im Zuge dieser Veränderungen beschloss die Kirchenprovinz Sachsen bereits im April 1951, das Oberseminar zu einer Kirchlichen Hochschule auszubauen. Somit wurde ein Theologiestudium außerhalb der staatlichen Theologischen Fakultäten möglich.
Das Katechetische Oberseminar entwickelte sich damit zu einer vollständigen Hochschule, an der ab den 1960er Jahren alle theologischen Disziplinen doppelt mit Dozenten besetzt waren. Dazu trug auch bei, dass die Christenlehre an den Oberschulen von staatlicher Stelle zunehmend in Frage gestellt wurde und die Berufsaussichten der künftigen Oberschulkatecheten damit sehr unsicher wurden. Die Bereiche Katechetik und Pädagogik bildeten aber weiterhin einen Schwerpunkt des Theologiestudiums am KOS.
Zusätzlich entstand ein Schwerpunkt für die Geschichte und Theologie der orthodoxen Kirchen, insbesondere der Russisch-Orthodoxen Kirche, der von Theologen betreut wurde, die gleichzeitig als Slawisten ausgebildet waren. Seit 1985 gab es zudem eine Forschungsstelle für kirchliche Zeitgeschichte.
Seit dem 1. Mai 1990 nannte sich das KOS Kirchliche Hochschule Naumburg (KHN). Im August 1990 wurde ihr von der Regierung der DDR das Promotions- und Habilitationsrecht verliehen. Das Ziel einer Kirchlichen Hochschule war damit auch formal erreicht.

### Schließung der Kirchlichen Hochschule
Mit den Wende und friedlichen Revolution in der DDR und der Deutschen Wiedervereinigung zeichnete sich ab, dass sich die Kirchliche Hochschule in der bisherigen Form neben den Theologischen Fakultäten der Universitäten nicht erhalten lassen würde. Als sich Pläne zerschlugen, die Kirchliche Hochschule als Evangelisch-Theologische Fakultät in die sich in Wiedererrichtung befindende Universität Erfurt einzugliedern, beschloss die Kirchenleitung der Kirchenprovinz Sachsen im Mai 1992, den Lehrbetrieb der Kirchlichen Hochschule Naumburg mit dem Sommersemester 1993 einzustellen.

## Weitere Ausbildungsgänge am KOS
In den 1960er Jahren fanden zwei Kurse für die Ausbildung von Juristen statt. Damit sollte der Bedarf an Juristen für den Dienst in den kirchlichen Verwaltungen gedeckt werden, da unter den Absolventen der juristischen Fakultäten an den staatlichen Universitäten aufgrund der ideologischen Prägung des Studiums kein geeigneter Nachwuchs gefunden werden konnte.
Nachdem das theologisch-pädagogische Studium aufgrund der geschilderten unsicheren Aussichten für Oberschulkatecheten weniger attraktiv geworden war, fehlten auch entsprechend ausgebildete Katecheten für leitende Funktionen in den Kirchen. Um diesen Mangel zu beheben, wurden theologische Sonderkurse für Katecheten eingerichtet. Insgesamt drei solcher zweisemestrigen Kurse fanden 1969/70, 1972/73 und 1975/76 statt.

## Trägerschaft, Finanzierung und Organisation
Zunächst wurde das KOS allein durch die Evangelische Kirche der KPS finanziert. Da jedoch auch andere Landeskirchen an dieser Ausbildungsstätte interessiert waren, beteiligten sich die unierten Landeskirchen über die Evangelische Kirche der Union (EKU) an der Finanzierung. Die lutherischen Landeskirchen hingegen lehnten eine Mitfinanzierung zunächst ab, beteiligten sich aber später, als sich Studierende aus ihrem Bereich in Naumburg einschrieben. Auch von den finanziellen Leistungen der Kirchen der Bundesrepublik hat das KOS mit Blick auf seine Innenausstattung und seine Bibliothek kräftig profitiert.
Im Zuge der Verselbständigung des KOS als akademisch-theologischer Ausbildungsstätte wurde zum 1. Januar 1960 das „Statut des Katechetischen Oberseminars Naumburg“ in Kraft gesetzt, das als Leitungsorgane u. a. das Kuratorium und das Dozentenkollegium vorsah.
Das Kuratorium vertrat die Kirchenleitung in Angelegenheiten des KOS nach innen und außen. Vorsitzender war der Bischof der Evangelischen Kirche der KPS, weitere Mitglieder waren u. a. der Naumburger Propst, der Rektor und Prorektor des KOS, ein Mitglied der Theologischen Fakultät Halle (Saale) sowie Vertreter anderer Landeskirchen. Das Dozentenkollegium hielt das Vorschlagsrecht für Dozentenstellen inne und verantwortete Lehre und Forschung.
Da die Dozenten als Provinzialpfarrer berufen und bezahlt wurden, behielt sich die Kirchenleitung der KPS das Recht auf Berufung und Entlassung auf Vorschlag des Dozentenkollegiums und des Kuratoriums vor.

## Studium
Am KOS konnten Abiturienten sowie Absolventen der kirchlichen Vorausbildungsstätten, wie z. B. des Proseminars, studieren. Das Proseminar war 1952 als Einrichtung des Oberseminars für Schüler gegründet worden, die wegen verweigerter Zulassung zur Oberschule kein Abitur machen konnten. Es sollte eine Vorbildung für das Theologiestudium an einer kirchlichen Ausbildungsstätte vermitteln. Der Lehrplan entsprach dem einer staatlichen Erweiterten Oberschule. 1958 wurde das Kirchliche Proseminar Naumburg eine selbständige Ausbildungsstätte. Darüber hinaus konnten auch diejenigen, die am KOS eine Sonderreifeprüfung ablegten, das Studium aufnehmen. Dazu zählten Oberschüler, die vor dem Abitur relegiert worden waren.
Hinzu kamen Studierende, denen das Studium an einer Universität aufgrund einer politisch motivierten Inhaftierung oder wegen ihrer Meldung zu den Bausoldaten verweigert worden war oder die aus gesellschaftlichen Gründen von der Universität exmatrikuliert worden waren.
Die Anzahl der Studenten war v. a. durch den knappen, z. T. sehr überholungsbedürftigen Wohnraum in Naumburg begrenzt und pendelte sich auf 70–100 ein. Die Studierenden konnten die Abfolge der Seminare und Vorlesungen selbst wählen. Die Möglichkeit zum Wechsel vor allem an das Sprachenkonvikt, aber auch an das Theologische Seminar Leipzig, nahmen viele wahr. Der Wechsel zu einer der Universitäten gelang mit Greifswald nur gelegentlich.

## Lehre und Forschung
Mit dem Ausbau des KOS zu einer theologischen Hochschule umfasste das Lehrangebot die klassischen theologischen Fächer Altes Testament, Neues Testament, Kirchengeschichte, Systematische Theologie und Praktische Theologie. Aufgrund der besonderen Entstehungsgeschichte des KOS trat als weiteres Fach die Katechetik hinzu. Des Weiteren gab es Lehrveranstaltungen in Philosophie, da die Prüfungsordnungen der Evangelischen Landeskirchen in der DDR für das Erste Theologische Examen eine mündliche Prüfung im Nebenfach Philosophie vorsahen. Zum Erwerb der für das Theologiestudium notwendigen Kenntnisse in Hebräisch, Griechisch und Latein wurden entsprechende Sprachkurse angeboten.
Das ursprüngliche Anliegen des KOS, Religionslehrer für die Oberschulen auszubilden, fand anfangs seinen Niederschlag in einem eigenen Block Naturwissenschaften, um zur Auseinandersetzung mit dem naturwissenschaftlich geprägten atheistischen Weltbild an den Schulen zu befähigen. Diese Lehrveranstaltungen wurden aber bald als ein Studium generale zu Beginn eines jeden Sommersemesters zusammengefasst. Ab dem Sommersemester 1969 wurde es in Studium universale umbenannt. Seit Beginn der 1970er Jahre fand jeweils im Wintersemester eine Ringvorlesung statt, um über die Grenzen der einzelnen Disziplinen hinweg theologische Fragen zu behandeln.

### Qualifizierungsmöglichkeiten
Mit der Eigenständigkeit des KOS als kirchlicher Ausbildungsstätte war allerdings verbunden, dass es kein Promotions- und Habilitationsrecht besaß. Dies war staatlicherseits nur den Fakultäten bzw. Sektionen zuerkannt worden. Daher wurde 1965 für die kirchlichen Hochschulen Berlin und Naumburg, später auch Leipzig, ein zweistufiges kirchliches Qualifikationsverfahren verabschiedet. Analog zu Promotion und Habilitation konnte die „Befähigung zur theologisch-wissenschaftlichen Forschung“ sowie die „Befähigung zu theologisch-wissenschaftlicher Lehrtätigkeit“ nachgewiesen werden. Aufgrund der unklaren Rechtslage wurde darauf verzichtet, mit den Qualifikationsarbeiten entsprechende akademische Titel zu verleihen. Erst mit dem Erhalt des Promotionsrechts konnte die Kirchliche Hochschule Naumburg 1990 denjenigen, die dieses Qualifikationsverfahren durchlaufen hatten, die Titel Dr. theol. bzw. Dr. theol. habil. verleihen.

### Studienreform
1967 setzte am KOS eine Debatte über eine Studienreform ein. Sie entzündete sich an einer immer häufigeren Überforderung von Studienanfängern, die durch das DDR-Schulsystem nicht mehr über die für das Theologiestudium vorausgesetzte klassisch-humanistische Ausbildung verfügten, an einem empfundenen Gegensatz zwischen der theologischen Ausbildung und der später erlebten Praxis im kirchlichen Dienst und an grundsätzlichen Fragen nach dem Verhältnis von persönlichem Glauben und wissenschaftlicher Theologie. Auch wenn ein weitergehender Umbau der theologischen Ausbildung ausblieb und die Aufgliederung in die fünf theologischen Hauptdisziplinen beibehalten wurde, konnte eine stärkere Strukturierung mit Grund- und Fachstudium, Zwischenprüfungen und Gemeindepraktika erreicht werden. Eine Stärkung der Mitwirkungs- und Mitbestimmungsrechte der Studentenschaft in Studienangelegenheiten wurde mit dem paritätisch aus Studierenden und Dozenten und Repetenten/Assistenten besetzten Konvent erreicht.

## Bibliothek
Der Ausbau des KOS zu einer kirchlichen Hochschule brachte den Aufbau einer eigenen großen Bibliothek mit sich, die neben theologischer Literatur viele Wissensfächer umfasste. Unter den Bedingungen der DDR, in der die staatlichen Verlage keine theologische Literatur veröffentlichten, war dies mit großen Schwierigkeiten verbunden. So griff man v. a. auf den Erwerb von theologischen Privatbibliotheken und Antiquariatsbeständen zurück. Ferner wurden private und kirchliche Bibliotheken als Deposita übernommen. Zudem konnte durch finanzielle Unterstützung westdeutscher Landeskirchen theologische Literatur aus der Bundesrepublik erworben werden. Die meisten Neuerwerbungen wurden der Universitätsbibliothek Halle gemeldet, über die das KOS an das Fernleihsystem angeschlossen war.
Die Bücher wurden zunächst in den Räumen des Oberseminars aufgestellt. Da die Bibliothek ständig anwuchs, wurden auch die Lehr- und Unterrichtsräume, der Speisesaal sowie weitere Räumlichkeiten zur Aufstellung verwendet. Die Platznot der Bibliothek entspannte sich erst mit einem Umbau der St. Othmarskirche (1976–1977), in der die Bibliothek ab 1978 neue Stellflächen erhielt.
Ab 1958 wurde das kirchliche Buchgut in einem Zentralkatalog unter der Initiative besonders von Konrad von Rabenau erfasst. Damit sollte zum einen der kirchliche Buchbestand erfasst, zum anderen der Erwerb theologischer Neuerscheinungen, v. a. aus der Bundesrepublik, vereinfacht werden. U.a. das Sprachenkonvikt in Berlin und das Theologische Seminar Leipzig beteiligten sich am Zentralkatalog. 1974 wurde der Katalog aufgrund des großen Arbeitsaufwandes an das Sekretariat des Bundes der Evangelischen Kirchen in der DDR abgegeben, wo er mit einer Bibliothekarsstelle fortgeführt wurde.
Durch die Schließung der KHN ergab sich die Auflösung der Bibliothek, die 1991 etwa 155.000 Bände umfasste. Der Hauptbestand wurde 1995 als Dauerleihgabe an die Universitätsbibliothek Erfurt gegeben.

## Gemeinsames Leben
Das Studium am KOS war durch eine Vielzahl von gemeinsamen Aktivitäten neben dem Studium, sowohl geistlicher als auch geselliger Art, geprägt. Die Morgenandacht wurde von Dozenten, Assistenten, aber auch Studierenden gehalten, die Teilnahme war freiwillig. Später gab es auch Andachten vor dem gemeinsamen Mittagessen, die stärker besucht waren. Darüber hinaus fanden Gottesdienste zu Semesteranfang und -ende statt. Am Semesterende wurde ein Fest begangen, dessen Höhepunkt eine studentische Theateraufführung war.
Möglichkeit zu gesanglicher Betätigung boten der Domchor, der Chor an der St. Wenzelskirche sowie die eigene Kurrende, die Veranstaltungen des KOS feierlich begleitete.
Die Dozentin Eva Heßler unterstützte erste literarische Gehversuche, die bei einem „Tag der jungen Autoren“ zu Gehör gebracht werden konnten. Das KOS gestaltete zudem „Offene Abende“, bei denen vor allem Dichterlesungen und Vorträge über Kunst und Literatur stattfanden. Oft wurden Autoren auch durch die Studentengemeinde eingeladen. Unter denen, die ihre neuesten Werke präsentierten, waren: Sascha Anderson, Matthias Biskupek, Johannes Bobrowski, Elke Erb, Franz Fühmann, Werner Heiduczek, Stephan Hermlin, Stefan Heym, Rainer Kirsch, Heinz Knobloch, Reiner Kunze, Erich Loest, Monika Maron, Lutz Rathenow, Bettina Wegner, Christa Wolf, Rosemarie Zeplin u. a.
Einmal wöchentlich trainierte eine Fußballmannschaft, die am jährlichen Turnier der theologischen Ausbildungsstätten der DDR teilnahm und zweimal den Pokal gewann.
Jährlich im Sommer unternahmen alle Mitarbeiter, Dozenten und Studierenden zusammen mit ihren Familien einen Tagesausflug in die weitere Umgebung Naumburgs.

## Beziehung zu Kirche, Universitäten, Stadt, Staat und Gesellschaft

### Kirchliche Verankerung
Dozenten- und Studentenfamilien waren vielfach in den Kirchengemeinden und der Gesamtkirche tätig, sei es durch Verbindungen zum Proseminar und zum Katechetischen Seminar, sei es durch Gottesdienste, Mitwirken in den Gemeindechören, Mitarbeit in Gemeindekirchenräten, in der Synode der KPS, der EKU und später des Bundes, sei es durch Vortragstätigkeit.

### Verhältnis zu den Universitäten
Besonders zu Halle und Jena, aber auch zu den anderen Theologischen Fakultäten bzw. Sektionen bestanden engere personelle Beziehungen, wurden doch auch von dort Dozenten berufen. Nachweislich stabilisierte die Existenz der drei kirchlichen volltheologischen Ausbildungsstätten sogar den Verbleib der Theologie an den unter staatlicher Aufsicht stehenden Universitäten der DDR. Hilfreich waren auch die vielfältig gepflegten Beziehungen westdeutscher Professoren zum KOS und das besondere Verhältnis zur Kirchlichen Hochschule Wuppertal.

### Verhältnis zu den staatlichen Organen
Kontakte zu staatlichen Organen waren auf lokaler Ebene vorwiegend von praktischen Fragen des Alltags wie der Versorgung mit Lebensmitteln und Brennstoffen, der Verfügbarkeit von Wohnraum oder der Druckgenehmigung für das Vorlesungsverzeichnis geprägt. Die Verbundenheit mit den Sorgen und Nöten der Stadt und des Bezirks versuchte das KOS dadurch zu zeigen, dass sich Studierende an Ernteeinsätzen beteiligten oder Arbeiten an ihren Unterkünften ausführten.
Da das KOS, wie die anderen Kirchlichen Hochschulen, vom Staat nicht als Hochschule anerkannt wurde, unterstanden sie nicht, wie die Theologischen Fakultäten an den Universitäten, dem Staatssekretariat bzw. Ministerium für Hoch- und Fachschulwesen. Hochschulpolitische Angelegenheiten, die die Lehre und Forschung oder den Status des KOS als theologischer Ausbildungsstätte betrafen, wurden daher über den Staatssekretär für Kirchenfragen verhandelt. Kirchlicherseits wurde hierbei aber immer die Eigenständigkeit des KOS als kirchlicher Ausbildungsstätte betont, die staatlichen Organen nicht zur Rechenschaft verpflichtet war. Spannungsfrei war das Verhältnis nie, eine Schließung der Ausbildungsstätte durch staatliche Beschlüsse wurde immer wieder befürchtet. Versuche der Staatssicherheit, innerhalb des KOS durch inoffizielle Mitarbeiter Einfluss zu nehmen, hatten mit Ausnahme des Dozenten Aleksander Radler (1978f.), des Verwaltungsleiters der Jahre 1978–1991 Peter Fischer sowie ganz weniger Studierenden keinen Erfolg. Die friedenspolitischen Aktivitäten der Evangelischen Studentengemeinde wurden vom Ministerium für Staatssicherheit mit großem Aufwand überwacht.

## Studentengemeinde
Analog zu anderen Hochschulstädten gab es in Naumburg eine Evangelische Studentengemeinde (ESG). Neben dem KOS existierten in Naumburg eine Fachschule für Landwirtschaft (ab 1968 Agraringenieurschule) und eine Postfachschule. Deren Studierende schlossen sich aber nur in Ausnahmefällen der ESG an. So bildeten die Studierenden des KOS den übergroßen Teil der Gemeindeglieder. Da es auch nicht wie in anderen Universitätsstädten Kontakte zur Katholischen Studentengemeinde geben konnte, war der Austausch mit anderen Studentengemeinden, v. a. in Halle, Merseburg, Eisleben, Köthen, Erfurt, Jena und Weimar, wichtig.
Als Studentenpfarrer fungierten zunächst im Nebenamt Dozenten des KOS: Rudolf Lorenz (1957–1959), Johannes Hamel (1959–1966), Wolfgang Schenk (1967–1973), Ulrich Schröter (1973–1977). Mit Edelbert Richter (1977–1987) und Ulrich Stockmann (1988–1990) wurde das Studentenpfarramt bewusst vom Dozentenkollegium getrennt, um Lehre und Disziplinarbereich einerseits und Seelsorge andererseits trotz ihrer grundsätzlichen Bezogenheit je zu ihrem eigenen Recht kommen zu lassen.
Aus der ESG Naumburg wurden, besonders unter dem Studentenpfarrer Edelbert Richter, Forderungen nach gesellschaftlicher Veränderung in der DDR laut. Dies führte mitunter zu Auseinandersetzungen mit dem Dozentenkollegium, das um den Fortbestand des KOS besorgt war.

## Lehrpersonal

### Hauptamtliche Dozenten
Berufungen mit besonderem Schwerpunkt werden kursiv wiedergegeben.
- Altes Testament
  - Rüdiger Lux, Konrad von Rabenau
  - Hebräisch und Altes Testament: Arndt Meinhold, Ulrich Schröter
  - Altes Testament, Hebräisch und neue Sprachen: Margarete Möller

- Neues Testament
  - Fritz Neugebauer, Heinz Noetzel, Eckart Reinmuth, Wilhelm von Rohden, Wolfgang Schenk, Friedrich Wallbrecht, Nikolaus Walter

- Kirchengeschichte
  - Ernst Kähler, Rudolf Lorenz, Martin Onnasch, Martin Seils, Wolfgang Ullmann
  - Kirchengeschichte und Russisch: Fairy von Lilienfeld
  - Allgemeine und osteuropäische Kirchengeschichte: Günther Schulz

- Systematische Theologie
  - Heinz Bernau, Ingo Klaer, Horst Lahr, Aleksander Radler, Harald Schultze, Martin Seils

- Praktische Theologie und Katechetik
  - Roland Biewald, Reimund Blühm
  - Praktische Theologie: Hartmut Genest, Johannes Hamel
  - Katechetik: Otto Güldenberg, Eva Heßler
  - Katechetik und Religionspädagogik: Raimund Hoenen

- Philosophie
  - Richard Schröder, Gerhard Stammler

- Alte Sprachen
  - Griechisch und Latein: Werner Heller, Armgard Placke, geb. Werneburg, Gerhard Steinkopf, Gerhard Wolfrum
  - Hebräisch: siehe Altes Testament einschließlich Lux und von Rabenau

- Musik
  - Musik und Orgel: Ilsabe Moering
  - Methodik und Musik: Johanna Winterberg, verh. Heckmann

Das Rektorat wechselte im Jahresrhythmus unter den hauptamtlichen Dozenten. Zum weiteren Lehrpersonal gehörten Gastdozenten, nebenamtliche Dozenten und Lehrbeauftragte, Repetenten und Assistenten sowie Studieninspektoren.

## Studenten am KOS (Auswahl)
Roland Adolph, Eduard Berger, Stephan Bickhardt, Roland Biewald, Reiner Bohley, Christian Dietrich, Tobias Eichenberg, Peter Freybe, Hans-Georg Hafa, Hans-Martin Harder, Johannes Heidler, Martin Herche, Roland Hoffmann, Regine Huppenbauer-Krause, Karl-Ludwig Ihmels, Joachim Jaeger, Eberhard Jüngel, Irene Kammerer-König, Hans-Wilhelm Kasch, Hanna Kasparick, Siegfried Kasparick, Ingo Klaer, Werner Krätschell, Jens Kreuter, Wolf Krötke, Michael Kühne, Andreas Kuhnert, Andreas Kunz-Lübcke, Johannes Kwaschik, Rochus Leonhardt, Fairy von Lilienfeld, Andreas Lindner, Ekkehard Maaß, Markus Meckel, Peter Müller, Andreas Neumann-Nochten, Axel Noack, Ingemar Pettelkau, Matthias Petzoldt, Hans-Wilhelm Pietz, Giselher Quast, Tonio Sebastian Richter, Christian Sachse, Matthias Sens, Richard Schröder, Ulrich Schröter, Günther Schulz, Curt Stauss, Christian Stawenow, Albrecht Steinhäuser, Michael Stübgen, Wolfram Tschiche, Jürgen Weiß, Reinhart Zarneckow.

## Weitere kirchliche theologische Ausbildungsstätten
Neben das KOS, das schon erwähnte Sprachenkonvikt in Berlin und das Theologische Seminar Leipzig, traten weitere von den evangelischen Kirchen getragene theologische Ausbildungsstätten. Dazu gehörten die zweiten Bildungswege zum Pfarrberuf am Paulinum Berlin und der Predigerschule Erfurt. Auch an der Evangelischen Ausbildungsstätte für Gemeindepädagogik in Potsdam konnten Absolventen zum Pfarrberuf ausgebildet werden. Auf katholischer Seite entsprach diesen Instituten das katholische Philosophisch-Theologische Studium Erfurt.